# Al-Kufa (Syria)
Al-Kufa (arab. الكوفة) – wieś w Syrii, w muhafazie Al-Hasaka. W 2004 roku liczyła 570 mieszkańców.